# 侏伏翼
侏伏翼（学名：Pipistrellus tenuis）也称小伏翼、瘦油蝠，一种分布于南亚、东南亚及中国南方等地区的蝙蝠，隶属于蝙蝠科伏翼属。
之前中国大陆资料中记录的独立物种小伏翼（Pipistrellus mimus）目前被认为是本种的一个亚种。

## 形态特征
侏伏翼是一种体型很小的蝙蝠，前臂长25～31毫米，颅全长9～11毫米。背部呈深棕色、黑褐色或黑灰色。腹毛色较淡，毛基深棕色，毛尖略有黄色。翼膜黑褐色。